# Carrión de los Condes (kommunhuvudort)
Carrión de los Condes är en kommunhuvudort i Spanien.   Den ligger i provinsen Provincia de Palencia och regionen Kastilien och Leon, i den norra delen av landet, 230 km norr om huvudstaden Madrid. Carrión de los Condes ligger 837 meter över havet och antalet invånare är 2 350.
Terrängen runt Carrión de los Condes är platt. Runt Carrión de los Condes är det glesbefolkat, med 8 invånare per kvadratkilometer. Carrión de los Condes är det största samhället i trakten. Trakten runt Carrión de los Condes består till största delen av jordbruksmark.